# 傑夫·迪恩
傑佛瑞·艾德蓋爾·迪恩（英語：Jeffrey Adgate Dean，1968年7月23日—），暱稱傑夫·迪恩（Jeff Dean），是一名美國電腦科學家與軟體工程師。現為Google公司員工，曾參與開發BigTable、MapReduce等產品。

## 生平
迪恩於1990年在明尼蘇達大學取得計算機科學與經濟學學士學位，並於1996年在華盛頓大學取得計算機科學博士學位。
迪恩是谷歌大脑负责人。2023年4月，谷歌大脑與DeepMind合併後，迪恩担任谷歌首席科学家并兼任合并后的人工智能部门首席科学家。

## 外部連結
- 傑夫·迪恩在Google的首頁 （页面存档备份，存于）
- Meet Google's Baddest Engineer, Jeff Dean （页面存档备份，存于）
- The Optimizer （页面存档备份，存于）